# Tolerancia a la desecación
La tolerancia a la desecación se refiere a la capacidad de un organismo para resistir o soportar la sequedad extrema o condiciones similares a la sequía. Las plantas y los animales que viven en entornos áridos o periódicamente áridos, como arroyos o estanques temporales, pueden enfrentar el desafío de la desecación, por lo que las adaptaciones fisiológicas o de comportamiento para resistir estos períodos son necesarias para asegurar la supervivencia. En particular, los insectos ocupan una amplia gama de nichos ecológicamente diversos y, por lo tanto, exhiben una variedad de estrategias para evitar la desecación.
En general, la resistencia a la desecación en los insectos se mide por el cambio de masa durante condiciones secas. La diferencia de masa general entre las mediciones antes y después de la exposición a la aridez se atribuye a la pérdida de agua corporal, ya que la pérdida de agua respiratoria generalmente se considera insignificante.

## Desecación y plantas
Las plantas tolerantes a la desecación incluyen Craterostigma plantagineum, Lindernia brevidens y Ramonda serbica.
Las plantas sensibles a la desecación incluyen miembros del género Arabidopsis, Lindernia subracemosa, Gossypium hirsutum, Triticum aestivum y Zea mays.

## Tipos de resistencia a la desecación
Hay tres formas principales en las que los insectos pueden aumentar su tolerancia a la desecación: aumentando su contenido total de agua corporal; reduciendo la tasa de pérdida de agua corporal; y tolerando una mayor proporción de la pérdida total de agua del cuerpo. El tiempo de supervivencia se determina por el contenido de agua inicial y se puede calcular dividiendo la tolerancia a la pérdida de agua (la cantidad máxima de agua que se puede eliminar sin provocar la muerte) por la tasa de pérdida de agua.

### Aumento del contenido de agua corporal
Los insectos con un contenido de agua corporal inicial más alto tienen mejores tasas de supervivencia durante las condiciones áridas que los insectos con un contenido de agua corporal inicial más bajo. Cantidades más altas de agua corporal interna alargan el tiempo necesario para eliminar la cantidad de agua necesaria para matar al organismo. La forma en que se aumenta el contenido de agua corporal puede variar según la especie.
La acumulación de glucógeno durante la etapa larvaria del insecto se ha relacionado con un mayor contenido de agua corporal y es probable que sea una fuente de agua metabólica durante las condiciones secas. El glucógeno, un polisacárido de la glucosa, actúa como fuente de energía oxidativa en momentos de estrés fisiológico. Debido a que se une hasta cinco veces su peso en agua a granel, los insectos con niveles elevados de glucógeno corporal también tienen mayores cantidades de agua interna. En general, los insectos seleccionados por su resistencia a la desecación también exhiben estadios larvarios más largos que los sensibles a la desecación. Este aumento en el tiempo de desarrollo es probablemente una respuesta al medio ambiente, lo que permite a las larvas más tiempo para acumular glucógeno y, por lo tanto, más agua antes de la eclosión.
Otra posible fuente que contribuye a niveles más altos de agua corporal inicial en los insectos es el volumen de hemolinfa. El insecto equivalente a la sangre, la hemolinfa, es el líquido que se encuentra dentro del hemocele y es la mayor reserva de agua extracelular dentro del cuerpo del insecto. En la mosca de la fruta Drosophila melanogaster, las moscas seleccionadas por su resistencia a la desecación también produjeron mayores cantidades de hemolinfa. Un mayor volumen de hemolinfa está relacionado con un aumento de carbohidratos, en particular trehalosa, un azúcar común que se encuentra en muchas plantas y animales con alta resistencia a la desecación. Las moscas de Drosophila melanogaster seleccionadas por su resistencia a la desecación muestran un aumento del 300% en el volumen de hemolinfa en comparación con las moscas de control, lo que se correlaciona con un aumento similar en los niveles de trehalosa. Durante los períodos de aridez, las células se deshidratan y recurren a las reservas de hemolinfa para reponer el agua intracelular; por lo tanto, los insectos con niveles más altos de este líquido son menos propensos a la desecación.
Los insectos también pueden aumentar el contenido de agua corporal simplemente alimentándose con más frecuencia. Debido a que el azúcar se absorbe lentamente en la hemolinfa en cada comida, aumentar la frecuencia con la que el insecto ingiere una fuente de azúcar también aumenta su tolerancia a la desecación. Además, el cultivo también puede actuar no solo para almacenar alimentos antes de la digestión, sino para proporcionar un depósito adicional de agua y azúcar.

### Reducir la tasa de pérdida de agua
Otra estrategia utilizada para reducir el riesgo de muerte por deshidratación es reducir la tasa de pérdida de agua. Las tres formas principales a través de las cuales los insectos pueden perder agua son (1) la superficie del cuerpo (tegumento); (2) las tráqueas (respiración); y (3) excreción o productos de desecho. La característica importante para reducir la pérdida de agua en los caracoles terrestres durante la inactividad es un epifragma.

#### Integumento
El exoesqueleto o tegumento de los insectos actúa como una capa protectora impermeable contra la desecación. Se compone de un exterior epicutícula, sustentada en una procutícula que en sí puede ser dividida en una exo- y endocutícula. La endocutícula proporciona al insecto dureza y flexibilidad y la exocutícula dura sirve para proteger las partes vulnerables del cuerpo. Sin embargo, la capa cuticular externa (epicutícula) es un complejo de proteína-polifenol formado por lipoproteínas, ácidos grasos y moléculas cerosas, y es la principal defensa del insecto contra la pérdida de agua. Muchas órdenes de insectos secretan una capa de cemento adicional sobre su capa de cera, probablemente para proteger contra la abrasión o la eliminación de moléculas cerosas. Esta capa está compuesta por lípidos y proteínas que se mantienen unidos por compuestos polifenólicos y es secretada por las glándulas dérmicas.
En general, la tasa de pérdida de agua en los insectos es baja a temperaturas moderadas. Una vez que se alcanza una temperatura crítica (Tc) específica de la especie, a medida que las temperaturas continúan aumentando, se produce una rápida pérdida de agua. El "modelo de fusión de lípidos" se utiliza para explicar este aumento repentino en la tasa de pérdida de agua. El modelo de fusión de lípidos establece que el aumento de la pérdida de agua cuticular está directamente relacionado con la fusión de los lípidos de la superficie. Los insectos ya adaptados a ambientes más áridos tienen una Tc más alta; es decir, sus propiedades cuticulares cambian y las estructuras lipídicas se funden a una temperatura crítica más alta.
En algunos insectos, la tasa de pérdida cuticular de agua está controlada hasta cierto punto por el sistema neuroendocrino. Inmediatamente después de la remoción de la cabeza, las cucarachas decapitadas exhiben un gran aumento en la transpiración a través de la cutícula, lo que lleva a una deshidratación severa. La inyección de hormonas cerebrales en cuerpos recién separados da como resultado una fuerte reducción de la pérdida de agua cuticular.

#### Tráqueas
En general, los insectos adaptados a ambientes áridos también tienen una membrana cuticular impermeable que evita la pérdida de agua. Por lo tanto, la mayor parte del agua que se pierde en la atmósfera se produce a través de las tráqueas llenas de aire. Para ayudar a reducir la pérdida de agua, muchos insectos tienen cubiertas externas en sus tráqueas, o espiráculos, que se cierran cuando no es necesaria la respiración abierta y evitan que el agua se escape. Los insectos que corren un mayor riesgo de pérdida de agua se enfrentan al desafío de un suministro de oxígeno reducido o de la desecación, lo que lleva a un aumento adaptativo del volumen traqueal para recibir más oxígeno.

#### Excreción
Después de alimentarse, la mayoría de los insectos retienen suficiente agua para hidratar completamente sus cuerpos, excretando el resto. Sin embargo, la cantidad de agua excretada difiere entre especies y depende de la humedad relativa y la sequedad del ambiente. Por ejemplo, las moscas tsé-tsé mantenidas a una humedad relativa alta, y por lo tanto en condiciones no áridas, excretan materia fecal con aproximadamente un 75% de contenido de agua, mientras que las moscas tsé-tsé mantenidas a una humedad relativa baja y, por lo tanto, en condiciones secas, excretan materia fecal con solo 35 % contenido de agua. Esta adaptación ayuda a minimizar la pérdida de agua en condiciones desfavorables y aumenta las posibilidades de supervivencia.

### Tolerar una mayor pérdida de agua
La mayoría de los insectos pueden tolerar entre un 30 y un 50% de pérdida de agua corporal; sin embargo, los insectos adaptados a ambientes secos pueden tolerar una pérdida de agua corporal del 40 al 60%. El tamaño corporal inicial también juega un papel importante en la cantidad de agua que se puede tolerar y, en general, los insectos más grandes pueden tolerar un porcentaje mayor de pérdida de agua corporal que los insectos más pequeños. El escarabajo hembra Alphitobius diaperinus, por ejemplo, es más grande que su homólogo macho y, por lo tanto, puede tolerar un 4% más de pérdida de agua. Se plantea la hipótesis de que los insectos más grandes tienen mayores reservas de lípidos, lo que evita la deshidratación y la desecación.

## Modificación de comportamiento
Además de las adaptaciones fisiológicas que aumentan la resistencia a la desecación, las respuestas de comportamiento de los insectos a los ambientes áridos disminuyen significativamente el potencial de deshidratación. Las moscas de la fruta Drosophila melanogaster, por ejemplo, se moverán activamente a áreas con mayor contenido de agua atmosférica cuando se coloquen en ambientes secos. Además, el escarabajo pelotero entierra los alimentos en cámaras subterráneas, asegurando así fuentes de agua y energía durante condiciones periódicamente secas. La ubicación de la alimentación también puede modificarse para asegurar la hidratación corporal. Algunas orugas se alimentan preferentemente del envés de las hojas, donde el microclima tiene mayor humedad relativa. En una actividad que requiere mucho tiempo, como la alimentación, estos insectos reducen significativamente sus posibilidades de desecación.

## Criptobiosis (anhidrobiosis)
La criptobiosis se refiere al estado de un organismo que no tiene actividad metabólica detectable, como resultado de condiciones ambientales extremas y desfavorables; la anhidrobiosis se refiere al estado de supervivencia a la pérdida de (casi) toda el agua corporal. Aunque este estado se observa comúnmente en los invertebrados, solo se sabe que un insecto es criptobiótico (anhidrobiótico), el quironómido africano Polypedilum vanderplanki. Polypedilum vanderplanki sufre anhidrobiosis, un estado criptobiótico en el que el cuerpo está completamente deshidratado. Las larvas de P. vanderplanki habitan en charcos de rocas que comúnmente se secan por completo. En respuesta, las larvas de P. vanderplanki entran en un estado anhidrobiótico, durante el cual los cambios en la osmolaridad corporal desencadenan la producción de grandes cantidades de trehalosa. Por su capacidad de reposición de agua y vitrificación, la acumulación de trehalosa evita la muerte de las larvas por pérdida de agua.

## Otras lecturas
- Holzinger, Andreas; Karsten, Ulf (22 de agosto de 2013). «Desiccation stress and tolerance in green algae: consequences for ultrastructure, physiological, and molecular mechanisms». Front. Plant Sci. 4 (327): 327. PMC 3749462. PMID 23986769. doi:10.3389/fpls.2013.00327.

- Datos: Q5264212